# Pascual de Vitoria
Fray Pascual de Vitoria (¿Vitoria?, siglo XIV-Almalik, 1342) fue un fraile franciscano alavés que a principios del siglo XIV viajó hasta la actual Afganistán como misionero con el objetivo de predicar en esas tierras. Para ello, no dudó en aprender el idioma cumano, lengua franca de la Horda de Oro. Si instaló luego en Almalik (en la actual Sinkiang en China), en donde fue asesinado.
Su viaje quedó reflejado en la carta escrita por él mismo en 1338, dirigida al convento de San Francisco en Vitoria, actualmente desaparecido, del cual partió años antes. Según la misiva, en su recorrido hizo paso en Aviñón, Asís, Venecia, junto a Constantinopla, Tana, Sarai, Urganth y finalmente Almalik.
Su misión terminó repentinamente en 1342 al ser cruelmente martirizado junto a otros frailes menores de la diócesis de Almalik a quienes se intentó obligar a renegar de la fe cristiana y convertirse al islam, tras quedar prohibida la libertad religiosa en esa última ciudad conquistada por 'Alí Khalil.